# Aghberk
Aghberk (in armeno Աղբերք?, in passato Aghbulagh) è un comune dell'Armenia di 249 abitanti (2009) della provincia di Gegharkunik.